# 正論 (雑誌)
『正論』（せいろん）は、フジサンケイグループ（FCG）の産業経済新聞社（産経新聞社）が発行している月刊誌。「日本人の鼓動が響く雑誌」と称する。
小林秀雄、福田恆存、田中美知太郎らの提唱により、1973年11月創刊。産経新聞でも同名のオピニオン欄が連載されている。編集長は2024年7月1日より菅原 慎太郎である。
別冊として別冊正論、正論臨時増刊号、正論特別増刊号、正論スペシャル（表記は「――SP」）を持つ。
「正論路線」でもある「日本の自由な社会と健全な民主主義を守る」をモットーとする。

## 沿革
大東亜戦争（太平洋戦争・第二次世界大戦）後の日本が復興を果たし高度経済成長で変貌をとげていくなかで、対外的には冷戦とイデオロギーの対立が起こり、国内的には、学園紛争が発生し、進歩的文化人が出現するという左派勢力全盛の時代が到来したとの認識の元、産経新聞社第3代社長鹿内信隆は、『サンケイ新聞』（現・産経新聞）1973年（昭和48年）6月25日付朝刊から、論説面に「正論」欄を新設し、11月1日、雑誌としての『正論』を「新聞界の偏向に対する私なりの一つの挑戦」として創刊した。
たとえば、新聞はその発生の歴史からみて、常に反権力、野党的立場をとるものだと一般にいわれ、また現実に多くの新聞はそういう編集方針をとってきた。それはそれでよい。しかし、その野党イズムの行き過ぎが、いまの過激な反体制運動を助長したり、何でも反対という非建設的ムードをあおったりしているような気がしてならないのだ。—鹿内信隆、創刊によせて
大島信三が編集長在任時の1990年代に部数を伸ばした。
2006年1月には、上島嘉郎が編集長に就任し、2010年代後半まで『別冊正論』を扶桑社で季刊発行した。一つのテーマに絞って特集を組む形式となっている。また、臨時増刊号や特別号も刊行している。
2018年12月19日に、神田明神境内に新設された神田明神文化交流館で『Hanada』と一緒に「平成最後の年末に平成30年間を回顧する」のがテーマで、萩生田光一（当時は自民党の幹事長代行）が講演し、両誌のトップの正論調査室長有元隆志と花田紀凱が対談を行い、約300人が来場した。

### 著名な編集長
- 大島信三
- 上島嘉郎
- 田北真樹子

## 論調
論調は産経新聞本紙の論評姿勢に準じており、自民党や同党の政治家(主に清和政策研究会に所属していた政治家)を好意的に取り上げ、メディアでは、朝日新聞やNHK（NHKニュース）、TBSなどの左派メディアを批判している。
外交面では日米同盟を重視しており、歴史問題、領土問題、拉致問題などの政治問題、外交問題を抱える中国(中国共産党)、韓国、北朝鮮(朝鮮労働党)、ロシア（旧・ソビエト連邦）などの諸国家について批判している。また、反原発にも批判的である。臨時増刊号や特別号ではこれらについての特集が組まれている。
執筆者は概ね産経新聞のコラムや正論欄と同様の論調であり、産経本紙の正論欄の寄稿者や記者も加わっている。
『アド広報インテリジェンス』を含め、右派雑誌の代表のようなイメージへの言及は多いが、当時編集長であった大島信三は2002年に「（創刊時に比べて）時代状況は変わったかもしれませんが、急に愛国心を訴えたりもしない。ナショナリズムを声高に叫びたくもないですね」と述べた。また、世間が右傾化しているために部数が伸びているのではないかという質問に対して大島は「そうであるならば保守系の雑誌はもっと部数を伸ばしてもいいはずです。あまりイデオロギー的な時代状況は考えたことはありません」と回答している。また、大島はナショナリズムへの距離を置くために副島隆彦や福田和也などにも原稿を依頼した事例を挙げている。
『広報IRインテリジェンス』2007年4月号によれば、当時編集長であった大島は編集のポイントとして「大いなるマンネリズム」を掲げ「いまどきオードリー・ヘプバーンを表紙に使っている雑誌はうちしかない。だからこそ読者は書店でもうちの雑誌をすぐ見つけられる。内容も読者が目をつぶって開いても大体分かるようにしてある。勿論いい内容の論考を掲載することが前提であることは言うまでもありません」と述べた。この“表紙写真”は2020年5月号限りで廃され、また表紙の色も白から黄色に変わった。

### 統一教会について
統一教会を擁護する論調の記事が多い。
- 統一教会信者の信教の自由や名誉棄損を巡る一連の裁判で教団側の代理人を務めている弁護士の徳永信一が、2022年11月号に「統一教会問題が暴いた戦後レジームの欺瞞性」という記事を寄稿した[17][18]。記事には、「統一教会は韓国の文鮮明を教祖とする新興宗教である」「文鮮明は、自ら救世主イエス・キリストの再臨（生まれ変わり）であると名乗った。アダムとエバがエデンを追放された現在はサタンによる誘惑にエバが応じたことであるとし、黙示録から神の側にある自由主義陣営とサタンの側にある共産主義陣営が戦う第三次世界大戦の必然と神の勝利を預言していた」「筆者は、一時期、統一教会のハウスに出入りした経験がある」「最近の報道は、仮にも統一教会が宗教法人として公的に認証されている宗教団体であることを無視した行き過ぎがある」などと書かれていた[18]。
- 2023年3月号には、徳永信一が「旧統一教会信者なら人権侵害していいのか」という記事を寄稿した[19]。記事には、「筆者には高額献金がなぜ非難を受けるのかさっぱり分からない」「仮に、裕福な信者に『全財産を売り払って献金しなさい。そうすれば天国に行けます（そうしなければ地獄に落ちます）』と説いたとしても、それは福音書に基づく宗教活動としての教導の範疇ではないのか」などと書かれていた[20]。

- 2023年8月号には、評論家の三浦小太郎に旧統一教会（世界平和統一家庭連合）に対する政府の諸手続きに対する疑問を呈する論文が掲載された[21]。解散できないからといってルールを変えて手続きを進めるのは法の支配に反するという内容だった[21]。
- 2023年12月号では、統一教会に対して政府が宗教法人法に基づき行った解散命令請求への疑問を特集した[22]。
- 2025年6月号には、「旧統一教会（世界平和統一家庭連合）会長・田中富広／岸田前首相に謝罪を求める（聞き手・加藤文宏）」というインタビュー記事が掲載された[23]。

## 編集体制
『アド広報インテリジェンス』によれば、編集部は編集長の他はスタッフ3名のみだが、上部組織として産経新聞社社長直轄の「正論調査室」がバックアップしている。編集会議は月末に販売、広告、宣伝担当を加えて定期開催、企画に関しては随時検討を行っている。ライターに対しては「大上段に正論を振りかざす論調ではなく、読者に分かりやすく書いてほしい」と頼んでいると言う。カラーページが2000年代後半に至っても毎号2ページしかなかったが、経費節減のためだという。

## 経営・発行部数
売上面では長らく先発の保守オピニオン月刊誌『諸君!』（文藝春秋社）の後塵を拝していたが、1996年結成の新しい歴史教科書をつくる会に積極的に関わり、また冷戦の崩壊により左翼的論調が停滞・衰退し、資本主義・新世界秩序思想が復調した1990年代に部数を伸ばし、『諸君!』とともに保守論壇の中核的月刊誌としての地位を得た。具体的な数字としては大島信三が編集長に就任した1990年には2・3万部程度だったものが、2000年代には10万部を超えた。
大島は、部数伸張の一因として読者投稿欄を充実させたことを挙げている。本誌の場合は毎号50ページ程度を割いており、大島は「今は誰もが世の中に何かを訴えたい、自分の思いをぶつけたいという欲求がある」と述べている。その他、大島は「宣伝費は増やさず、口コミで読者が増える作戦を展開」など奇しくも『噂の真相』と似た手法を回答している。
その後、2009年1-3月の発行部数は6万5650部に減少し、それ以降の発行部数は一般社団法人・日本雑誌協会では公表されていない。

## 評価
2011年、石原慎太郎は日下公人との対談の中で「『正論』に期待する」「もっと刺激的であって欲しい、“平和の毒”にやられる前に綺麗事や偽善を排した“本物の毒”を盛って欲しい」と述べた。

### 『朝日新聞』論壇時評との関係
辻村明による『朝日新聞』論壇時評（1951年10月 - 1980年12月）の量的分析は以下のようになる。「雑誌別言及頻度」は、1位『世界』（1390）、2位『中央公論』（1072）、3位『朝日ジャーナル』（注：1959年3月15日号創刊、556）、4位『文藝春秋』（467）、『正論』は後発（1973年11月号創刊）であるから言及は少なくなるが、創刊されてから絞っても『潮』・『エコノミスト』よりもはるかに少なく、辻村明は以下のように評している。文中の「自由」は、月刊誌『自由』のこと。
『中公』も現実主義路線として批判されることが多かったので、このような悪い評価が比較的高くなるのであるが、『文春』『自由』となると、反左翼的、あるいは右翼反動的な雑誌として、悪い評価が一層高くなっている。『自由』が目の仇にされている様子が窺われる。（中略）『諸君!』『正論』も『自由』とほぼ同じ傾向の雑誌であり、ほとんど論壇時評にとりあげられないが、（中略）編集方針が論壇時評の担当者の意に添わないことの結果でもあろう。それはやはり比較的若い『現代の眼』や『現代の理論』がベストテンに入っていることと対照的である。—辻村明、「朝日新聞の仮面」『諸君!』1982年1月号
1981年1月（高畠通敏）〜2009年2月（松原隆一郎）まで論壇時評者14人の言及した上位15誌は以下となる。
| 順位 | 雑誌名         | 総数 | 肯定的言及 | 否定的言及 |
| ---- | -------------- | ---- | ---------- | ---------- |
| 1    | 世界           | 460  | 93.7%      | 6.3%       |
| 2    | 中央公論       | 355  | 85.6%      | 14.4%      |
| 3    | エコノミスト   | 222  | 95.5%      | 4.5%       |
| 4    | 文藝春秋       | 143  | 90.2%      | 9.8%       |
| 5    | 朝日ジャーナル | 91   | 98.9%      | 1.1%       |
| 6    | Voice          | 80   | 86.3%      | 13.8%      |
| 6    | 諸君!          | 80   | 82.5%      | 17.5%      |
| 8    | 論座           | 73   | 89.0%      | 11.0%      |
| 9    | 現代思想       | 51   | 94.1%      | 5.9%       |
| 9    | 週刊東洋経済   | 51   | 92.2%      | 7.8%       |
| 11   | 月刊現代       | 46   | 93.5%      | 6.5%       |
| 12   | 月刊Asahi      | 39   | 94.9%      | 5.1%       |
| 13   | アスティオン   | 34   | 97.1%      | 2.9%       |
| 13   | 潮             | 34   | 85.3%      | 14.7%      |
| 15   | 正論           | 33   | 84.8%      | 15.2%      |

『諸君!』『Voice』の言及率は、『世界』を100%とするなら17%、『正論』は7%となり、論壇時評者は2年間担当するが、3誌に一度も言及しなかった論壇時評者、3誌のうち1誌だけ言及した論壇時評者もいる。さらに、取り上げられた場合でも否定的な言及が多く、その割合は、『諸君!』（17.5%）、『正論』（15.2%）、『潮』（14.7%）となる。

## 定期連載（過去も）
- 石川水穂[注釈 7]「マスコミ走査線」
- 潮匡人「リベラルな俗物たち」
- 福島泰樹「祖国よ!」
- 東谷暁「寸鉄一閃」
- 西村宗「西村宗のステージ」（毎回テーマを決めての1コマ漫画とコラム）
- セイコ（匿名ライター）「『朝ナマ』を見た朝は…」
- 神保真樹「永田町ぜみなーる」
- 四方輝夫「大日本絶倫列伝」
- 山根聡「映画ナナメ読み」
- 清水ともみ「『日本製』を求めて」 - 業田良家「それ行け! 天安悶」の後任
- プロジェクト明（作画：真津多志智）「PROMETHEUS　プロメテウス　―君は支那事変を知っているか―」（漫画）[注釈 8]
- 井上和彦「シリーズ対談　日本が好き!」

## 主な執筆者
50音順、インタビュー含む。
- 阿比留瑠比
- 石平
- 稲田朋美
- 金美齢
- 工藤雪枝
- 黄文雄
- 古森義久
- 小堀桂一郎
- 櫻井よしこ
- 曽野綾子
- 志方俊之
- 高市早苗
- 田久保忠衛
- 西尾幹二
- 西岡力
- 野村旗守
- 長谷川三千子
- 兵頭二十八
- 平川祐弘
- 兵本達吉
- 藤岡信勝
- 三浦瑠麗
- 水間政憲
- 八木秀次
- 山谷えり子
- 屋山太郎
- 米田建三
- 和田秀樹

### 過去の執筆者
物故したため担当連載が打ち切りになった。（肩書きは終了時点のもの）
- 安倍晋三
- 石原慎太郎
- 上坂冬子：評論家
- 中川昭一：元財務大臣
- 中村粲：評論家
- 石堂淑朗：脚本家 「平成餓鬼草子」を連載
- 中嶋嶺雄：政治学者
- 渡部昇一：評論家